# Museu del Disseny Holon
Museu del Disseny Holon és el primer museu dedicat al disseny a Israel. L'edifici del museu va ser concebut i dissenyat per l'arquitecte i dissenyador industrial israelià Ron Arad en col·laboració amb l'arquitecte Bruno Nansa. És el primer edifici dissenyat per Ron Arad.
El museu es troba a la part oriental de la zona nova cultural de Holon, que inclou la Mediateca (Biblioteca Central, el teatre, la Cinemateca). Molt a prop hi ha la facultat de disseny en l'Institut de Tecnologia de Holon.
El museu va obrir les portes el 3 de març de 2010. La revista de viatges Comte Nast Traveler el va llistar com una de les "noves meravelles del món".

## Galeria

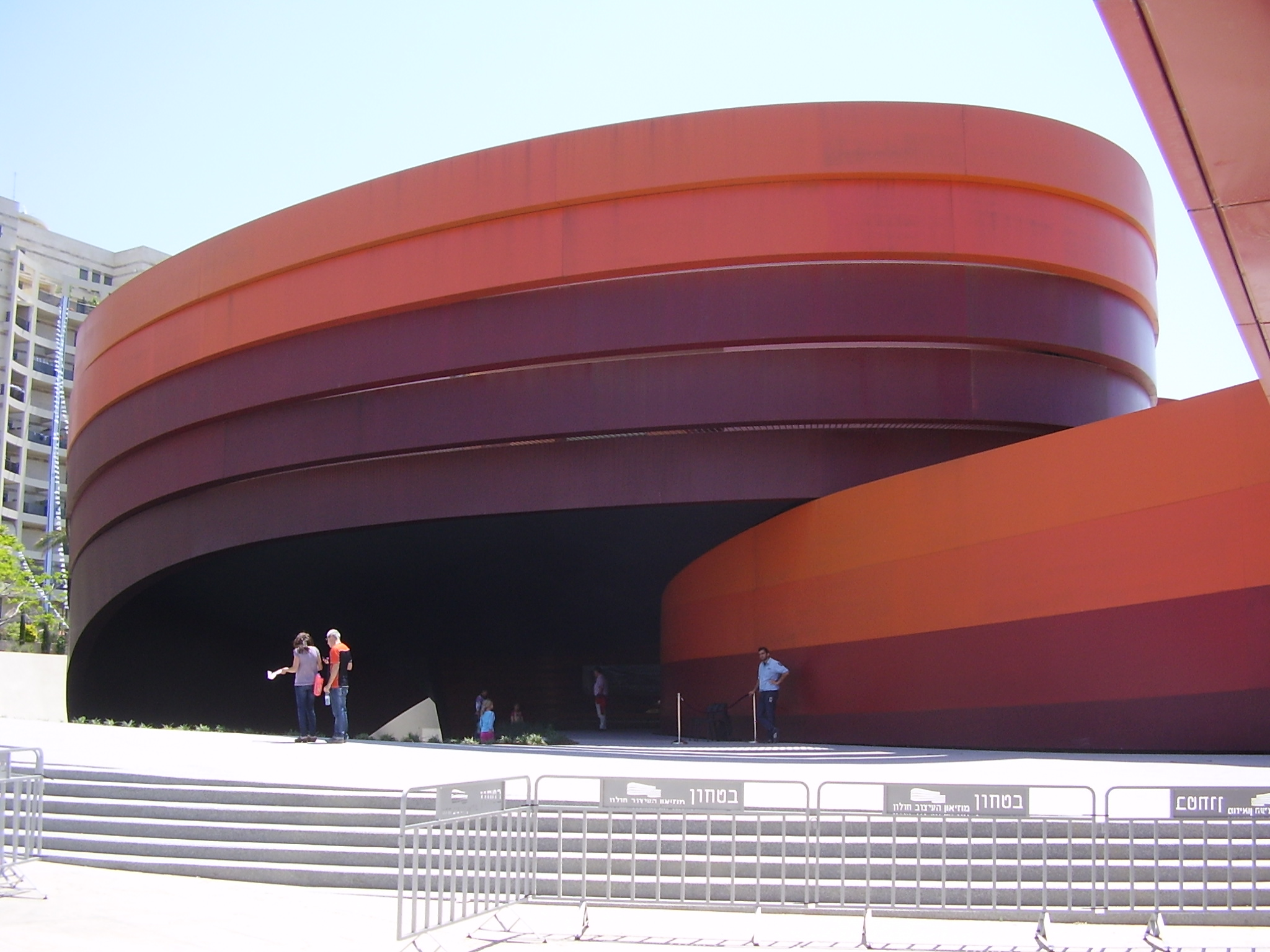
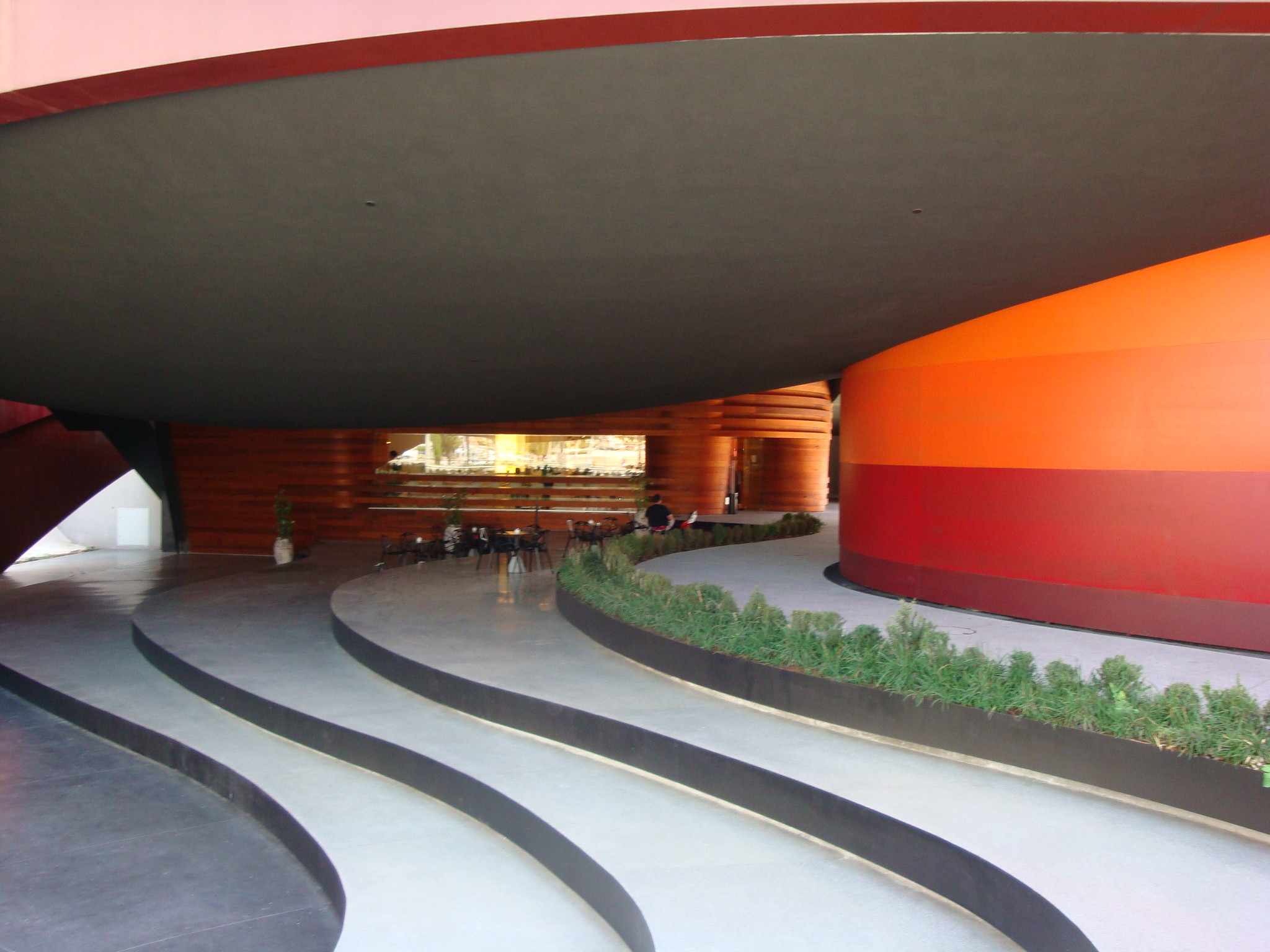
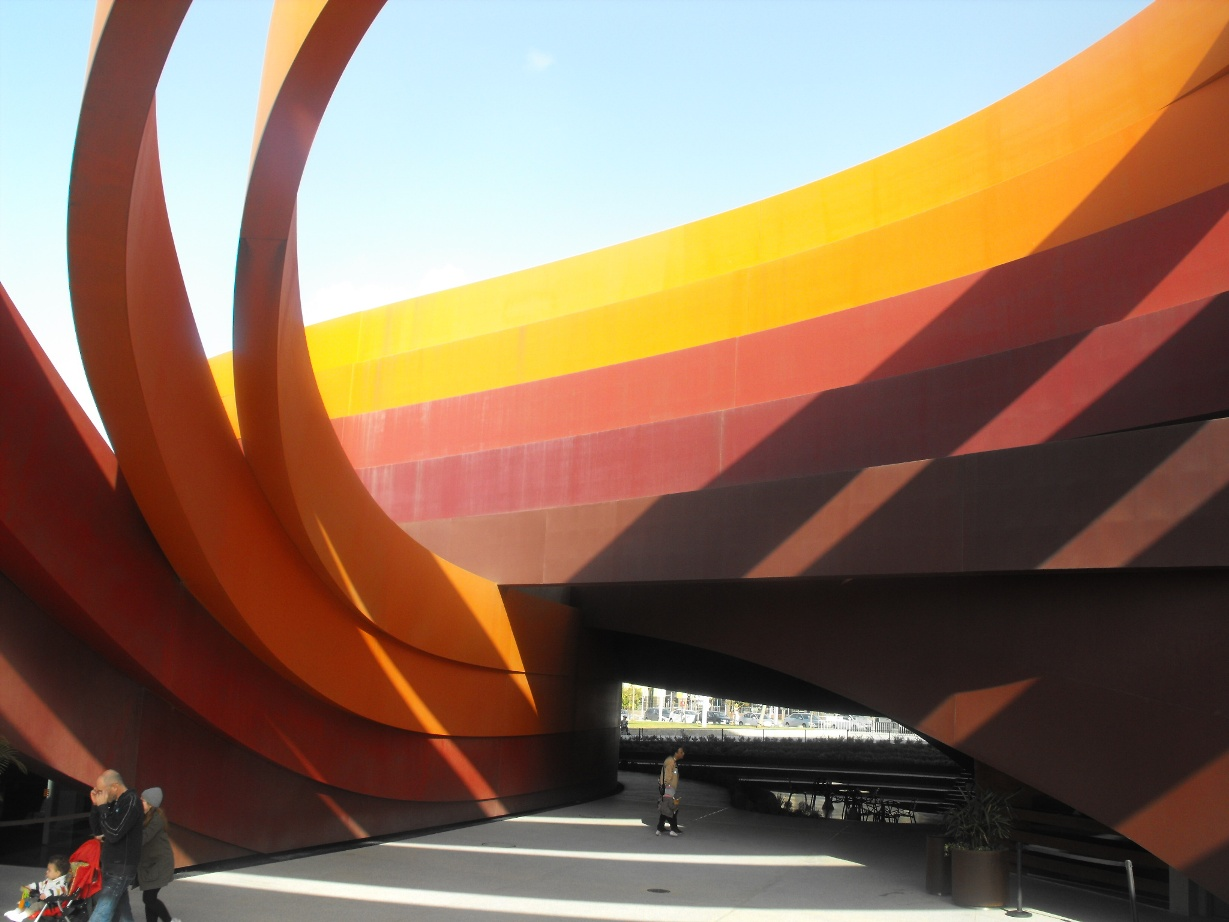
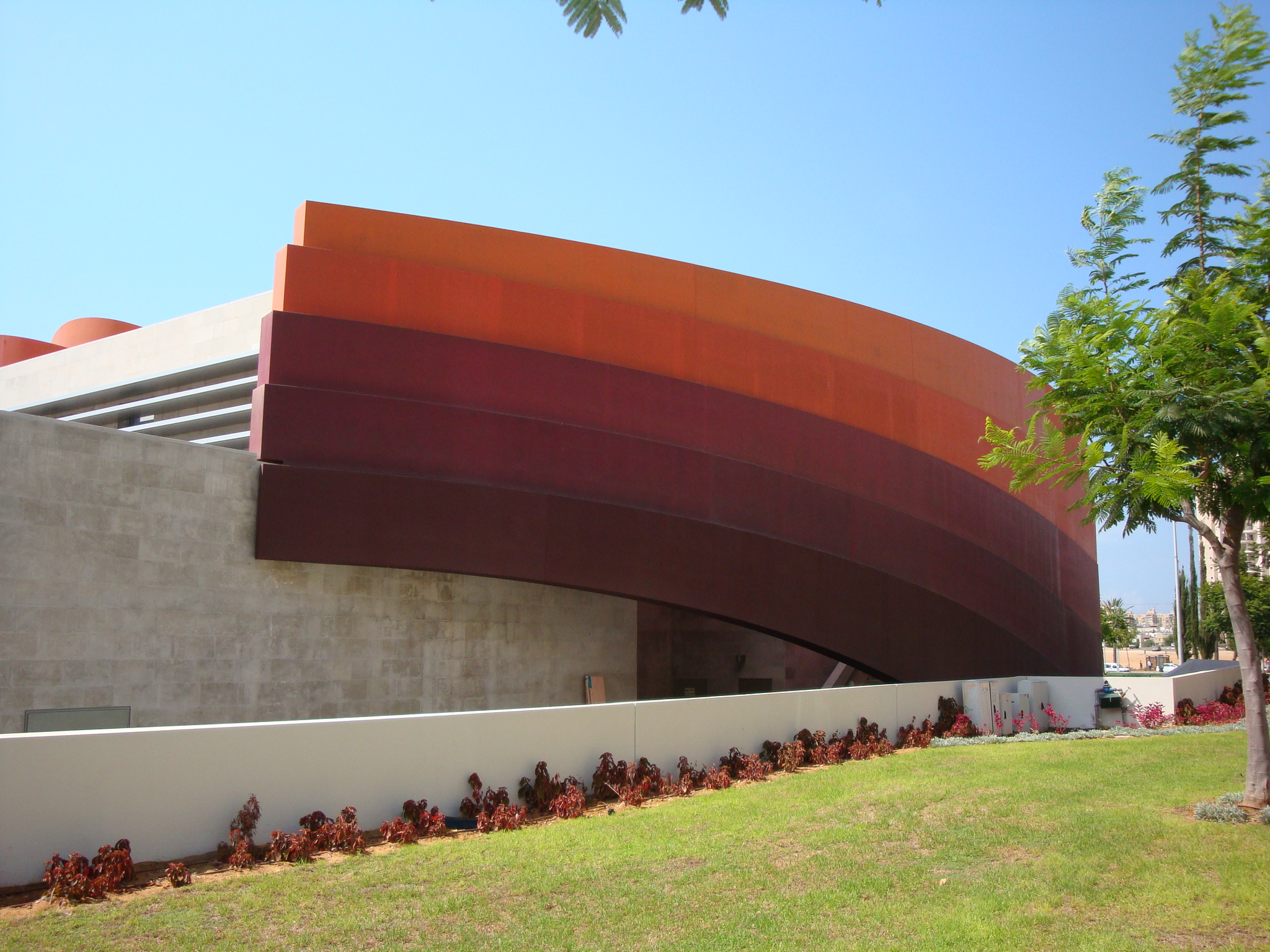
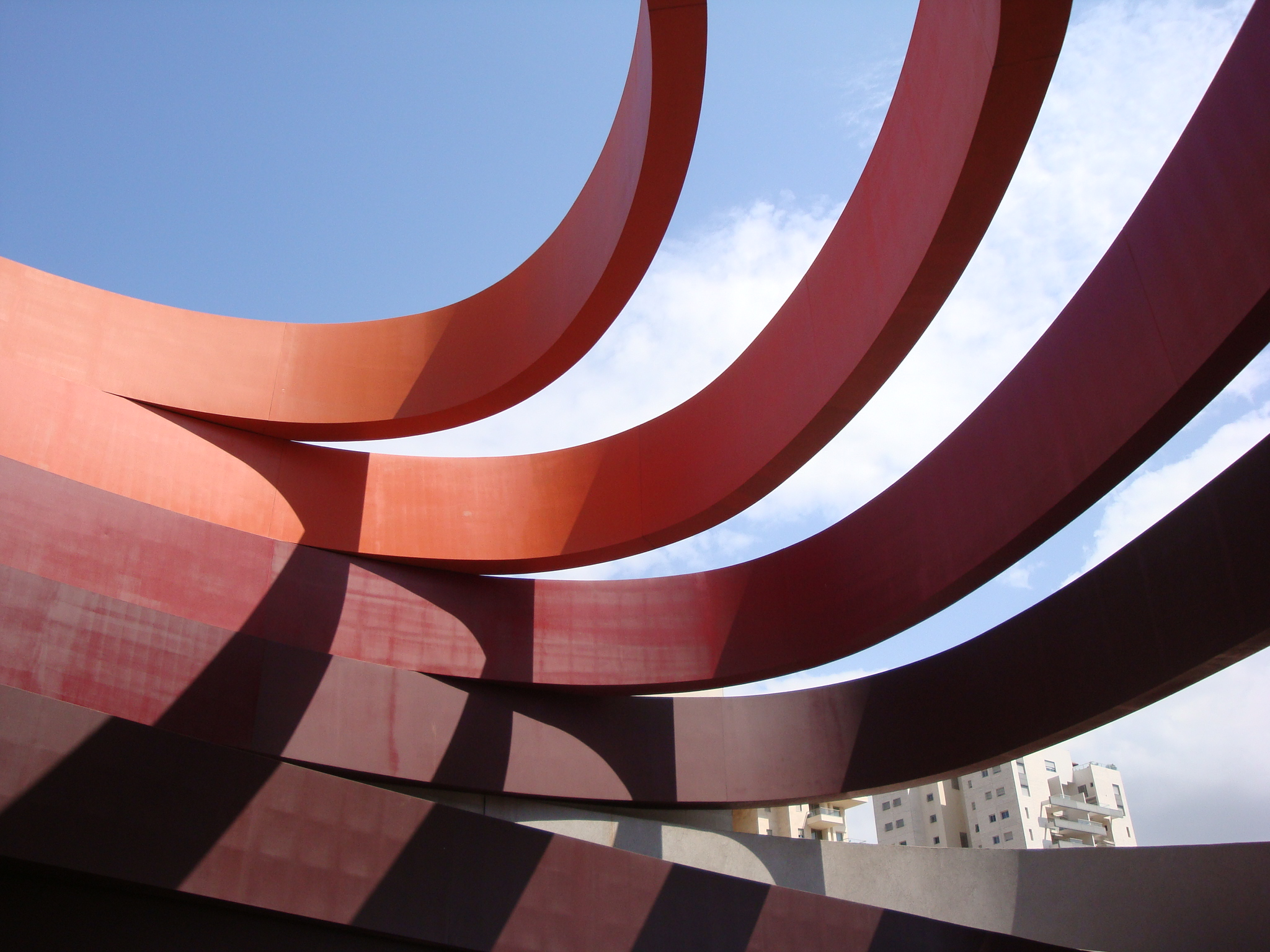
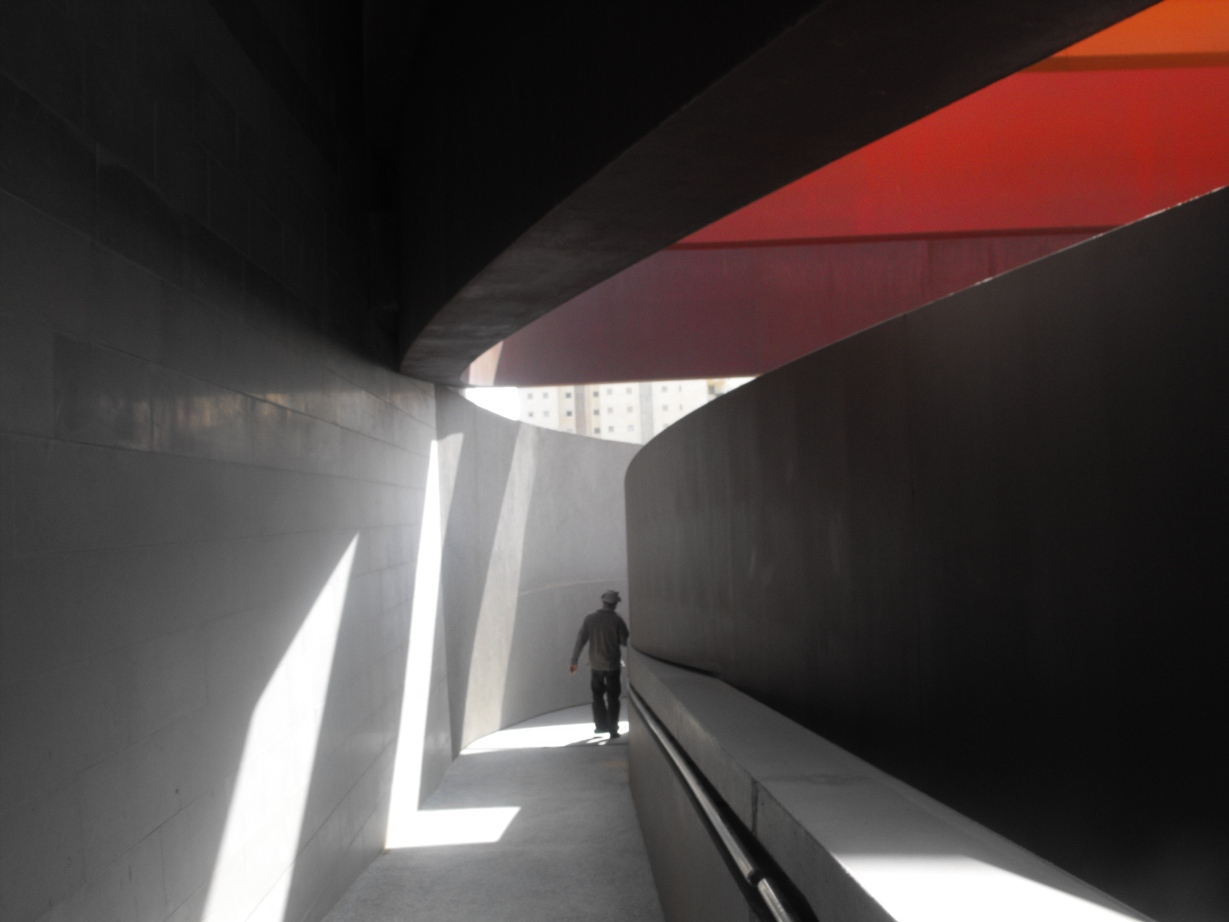